# 陳捷先
陳捷先（1932年—2019年3月17日），男，江蘇省揚州市江都邵伯鎮人，中国滿學、方志、文獻與清史學家，國立臺灣大學、佛光大學歷史系名譽教授，其夫人為以佛畫聞名的旅加畫家侯友蘭。曾任臺灣大學、成功大學歷史系主任，並且曾在取得臺大歷史所碩士學位後應邀赴美加入哈佛大學訪問學人計畫研究，1980 年應聘為美國麻州大學客座教授，1990 年獲韓國圓光大學名譽博士學位，並曾擔任國立故宮博物院顧問，長期規畫故宮院藏文獻檔案的整理出版，還創辦聯合報國學文獻館，擔任《歷史月刊》總編輯等。在1995年退休後，在南開大學、佛光大學歷史系任客座教授多年，晚年旅居加拿大。在2019年3月17日晚上九點半，於加拿大本拿比醫院心臟衰竭過世。

## 著作
精通滿文，專治清代史、檔案學、方志學、族譜學與滿族研究。著有《滿洲叢考》、《滿文清實錄研究》、《滿文清本紀研究》、《清史雜筆》、《清代臺灣方志研究》、《東亞古方志學探論》、《清史論集》、《明清史》、《不剃頭與兩國論》、《努爾哈齊寫真》、《皇太極寫真》、《順治寫真》、《康熙寫真》、《雍正寫真》、《乾隆寫真》、《慈禧寫真》、《透視康熙》、《蔣良騏及其〈東華錄〉研究》、《族譜學論集》、《滿清之晨——探看皇朝興起前後》、《以史為鑑——漫談明清史事》、《青出於藍——一窺雍正帝王術》、《明清中琉關係論集》、Manchu Archival Materials、The Manchu Palace Memorials 等書，及中英論文百餘篇。